# Meoneura anceps
Meoneura anceps is een vliegensoort uit de familie van de Carnidae. De wetenschappelijke naam van de soort is voor het eerst geldig gepubliceerd in 1915 door Frey.